# Produzione statunitense di veicoli corazzati nella seconda guerra mondiale
Questa pagina descrive in dettaglio il numero di carri armati statunitensi prodotti durante la seconda guerra mondiale dal 1940 al 1945.

## Carri armati leggeri

### Serie "Stuart"
Nel momento in cui gli Stati Uniti iniziarono la loro partecipazione attiva nella seconda guerra mondiale, l'esercito statunitense poteva contare solamente su due modelli di carro armato, l'M1 Combat Car e l'M2 Light Tank. Originariamente questi carri erano dotati unicamente di mitragliatrici, ma nel 1940 durante l'approssimarsi del conflitto vennero dotati di cannoncini da 37 mm in funzione anticarro. Questi carri comunque non fecero in tempo a partecipare ad azioni di guerra, ma servirono soprattutto come base per lo sviluppo dei successivi carri leggeri M3/M5.
|         | 1940 | 1941  | 1942   | 1943  | 1944  | 1945 | Totale |
| ------- | ---- | ----- | ------ | ----- | ----- | ---- | ------ |
| M1      | 34   | –     | –      | –     | –     | –    | 34     |
| M2      | 325  | 40    | 10     | –     | –     | –    | 375    |
| M3      | –    | 2.551 | 7.839  | 3.469 | –     | –    | 13.859 |
| M5 & M8 | –    | –     | 2.825  | 4.063 | 1.963 | –    | 8.851  |
|         |      |       |        |       |       |      |        |
| Totale  | 359  | 2.591 | 10.674 | 7.532 | 1.963 | –    | 23.119 |

Note:
- M1 = Combat Car M1, armato con mitragliatrice
- M2 = Light Tank M2, armato con cannone da 37 mm
- M3/M5 = Light Tank M3, armato con cannone da 37 mm
- M8 HMC = M8 Howitzer Motor Carriage, ossia  M2 armato con cannone da 75 mm o M3 armato con obice su scafo M5

### Altri carri leggeri
- M22 Locust sviluppato soprattutto per le richieste dell'esercito britannico di un carro leggero aviotrasportabile nei campi di battaglia.

- M24 Chaffee in sostituzione della serie M3/M5.

|        | 1940 | 1941 | 1942 | 1943  | 1944  | 1945  | Totale |
| ------ | ---- | ---- | ---- | ----- | ----- | ----- | ------ |
| M22    | –    | –    | –    | 680   | 150   | –     | 830    |
| M24    | –    | –    | –    | –     | 1.930 | 2.801 | 4.731  |
| M18    | –    | –    | –    | 812   | 1.695 | –     | 2.507  |
|        |      |      |      |       |       |       |        |
| Totale | –    | –    | –    | 1.492 | 3.775 | 2.801 | 8.068  |

Note:
- M22 = Light Tank M22 Locust, armato con cannone da 37 mm M6
- M24 = Light Tank M24 Chaffee, armato con cannone da 75 mm M6 gun
- M18 Hellcat = M18 Gun Motor Carriage, anche conosciuto come Hellcat, cacciacarri armato con un cannone da 76 mm M1

## Carri armati medi
Nel 1939, gli USA produssero circa 18 modelli diversi di carro medio M2, e anche se questo carro non vide mai nessun campo di battaglia, il suo scafo fece da base per i più famosi M3 Lee e M4 Sherman. Successivamente all'invasione tedesca della Francia, un piccolo numero di carri medi Medium M2A1 fu prodotto a scopo addestrativo mentre i nuovi modelli M3 venivano prodotti in vista del conflitto.
Il modello M3 Lee fu poi rimpiazzato dall'M4 Sherman, originariamente armato con un cannone da 75 mm e successivamente armato nelle sue ultime versioni con pezzi da 76 ad alta velocità e da obici da 105 mm. Su scafo Sherman vennero poi prodotti i carri M10 e M36.
L'M7 Howitzer Motor Carriage prodotto originariamente sullo scafo del carro M3, venne poi prodotto sulla base dello Sherman.
|             | 1940 | 1941  | 1942   | 1943   | 1944   | 1945  | Totale |
| ----------- | ---- | ----- | ------ | ------ | ------ | ----- | ------ |
| M2A1        | 6    | 88    | –      | –      | –      | –     | 94     |
| M3          | –    | 1.342 | 4.916  | –      | –      | –     | 6.258  |
| M4          | –    | –     | 8.017  | 21.231 | 3.504  | 651   | 33.403 |
| M4 (76 mm)  | –    | –     | –      | –      | 7.135  | 3.748 | 10.883 |
| M4 (105 mm) | –    | –     | –      | –      | 2.286  | 2.394 | 4.680  |
| M10         | –    | –     | 639    | 6.067  | –      | –     | 6.706  |
| M36         | –    | –     | –      | –      | 1.400  | 924   | 2.324  |
| M7          | –    | –     | 2.028  | 786    | 1.164  | 338   | 4.316  |
| M12         | –    | –     | 60     | 40     | –      | –     | 100    |
| M30         | –    | –     | 60     | 40     | –      | –     | 100    |
|             |      |       |        |        |        |       |        |
| Totale      | 6    | 1.430 | 15.720 | 28.164 | 15.489 | 8.055 | 68.864 |

Note:
- M2A1 = Medium M2A1
- M3 = Medium M3 Lee/Grant, la versione statunitense fu chiamata Lee in onore del generale Robert E. Lee; la versione britannica (con torretta differente) fu chiamata Grant in onore del generale Ulysses S. Grant.
- M4 = Medium M4 Sherman armato con cannone da 75 mm M3 (L/38)
- M4 (76 mm) = Medium M4 Sherman armato con cannone da 76 mm M1-series
- M4 (105 mm) = Medium M4 Sherman armato con obice da 105 mm
- M10 Wolverine = M10 Gun Motor Carriage armato con cannone da 3" M7
- M36 Jackson = M36 Gun Motor Carriage armato con cannone da 90 mm M1
- M7 Priest = M7 Howitzer Motor Carriage, prodotto prima su scafo M3 (Grant) poi M4 (Sherman), armato con obice da 105 mm, soprannominato "Priest" (Prete) dai britannici.
- M12 GMC = M12 Gun Motor Carriage, su scafo M3 (Grant) armato con cannone da 155 mm M1918.
- M30 CC = M30 Cargo Carrier, porta munizioni per l'M12.

## Carri armati pesanti
Il carro M26 Pershing così chiamato in onore del generale John J. Pershing, fu l'unico carro armato pesante usato dall'esercito statunitense durante la seconda guerra mondiale. La sua prima versione, l'M6 Heavy Tank non fu mai messa in produzione, rendendo l'M26 l'unico carro pesante utilizzato peraltro nelle fasi finali della guerra.
|     | 1940 | 1941 | 1942 | 1943 | 1944 | 1945  | Totale |
| --- | ---- | ---- | ---- | ---- | ---- | ----- | ------ |
| M26 | –    | –    | –    |      | 40   | 2.162 | 2.202  |

Note:
- M26 = Heavy M26 Pershing, armato con cannone da 90 mm M3